# Annett Fleischer

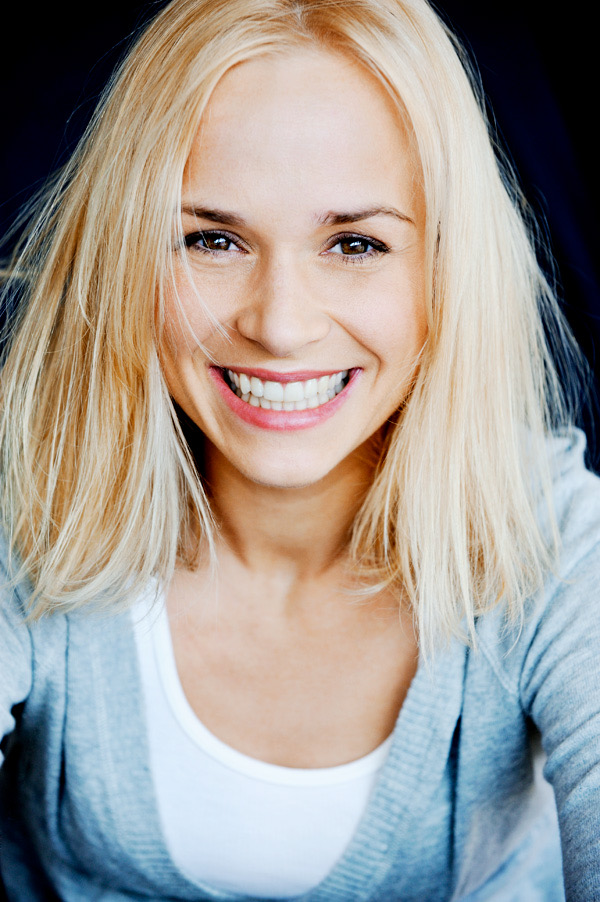
Annett Fleischer (2010)

Annett Fleischer (* 21. Juni 1979 in Ost-Berlin) ist eine deutsche Moderatorin und Schauspielerin.

## Leben
Annett Fleischer wurde in Ost-Berlin geboren. Als Einzelkind wuchs sie in Berlin-Lichtenberg und Hoppegarten auf. Nach dem Abitur 1999 studierte sie in Hamburg Kommunikation und Marketing und nahm anschließend an der Universität Lüneburg ein Studium auf im Fach  Angewandte Kulturwissenschaften. In ihrer Schul- und Studienzeit nahm sie in Berlin regelmäßig Schauspielunterricht.
2003 wurde sie an der Universität Lüneburg entdeckt und für die ZDF-Jugendserie Bravo TV verpflichtet. Danach war sie Hauptdarstellerin in den Fernsehserien Sehr witzig, Dennis und Jesko, Tramitz and Friends und Böse Mädchen. In der Vorabend-Krimiserie Hubert und Staller spielte sie neben Christian Tramitz und Helmfried von Lüttichau von 2011 bis 2017 die Rolle der Polizeimeisterin Sonja Wirth.
In der Serie SOKO Wismar verkörperte sie 2008 die Figur Marion Meer. 2010 spielte sie bei Countdown – Die Jagd beginnt in der Folge Aussage gegen Aussage mit. 2011 hatte sie in der Actionserie Alarm für Cobra 11 – Die Autobahnpolizei in der Folge Familienangelegenheiten und im Großstadtrevier Gastauftritte.
Neben der Schauspielerei arbeitet sie als Moderatorin im TV- und Eventmarketing-Bereich. Erfahrung als Moderatorin sammelte sie zunächst durch diverse Modenschauen und Musikevents. 2006 und 2007 moderierte Fleischer Studioeins, das Vorabendprogramm im Ersten. Von 2007 bis 2008 hatte sie mit Talk mit Annett eine eigene Talkshow beim Schweizer TV-Sender Star TV. Gelegentlich tritt sie auch als Reporterin auf, z. B. für Kerner oder Explosiv – Das Magazin. Seit 2011 ist sie die Keno-„Glücksfee“ für den Deutschen Lotto- und Totoblock. 2012 moderierte sie mit Florian Simbeck Das Traumhaus-Duell für ZDFneo.
2012 schloss sie die Weiterbildung „Schulfach Glück“ am kommerziellen Fritz-Schubert-Institut in Heidelberg ab.
Im Juli 2016 veröffentlichte das deutsche Playboy-Magazin eine Fotostrecke mit ihr.
Annett Fleischer arbeitet im Bereich Tod, Sterben und Krisenkommunikation als Dozentin bei der Berliner Feuerwehr-Akademie. Auf ihrem YouTube-Kanal veröffentlicht sie Sendungen wie z. B. „Der Waldgärtner“ oder „Künstler der Heilung“.
Fleischer lebt in Berlin.

## Ehrenamtliches Engagement
2011 gründete sie mit dem Journalisten und Autor Sven Kuntze den gemeinnützigen Verein „Netzwerk des Lebens e. V.“, mit dem sie der Vereinsamung insbesondere älterer Menschen begegnen möchten. Der Verein ist durch Beschluss der Mitgliederversammlung vom 27. Juli 2017 aufgelöst.
Fleischer war von 2009 bis 2017 aktives Fördermitglied des Berliner Kinder- und Jugendvereins Kids & Co. e. V. Dort war sie von 2013 bis 2017 Schirmherrin des PulsCamp Berlin und motivierte Kinder und Jugendliche zum Ehrenamt.

## Filmografie (Auswahl)
- 2003–2004: Bravo TV (Moderation)
- 2004: Axel! will’s wissen (Folge Tanz oder gar nicht)
- 2005: Verliebt in Berlin (Folge 74–75)
- 2004–2006: Tramitz and Friends (diverse Folgen)
- 2007: Alarm für Cobra 11 (Folge Totalverlust)
- 2007: Ossi’s Eleven (Kinofilm)
- 2006–2013: Böse Mädchen
- 2008: Für meine Kinder tu ich alles
- 2009: SOKO Wismar (Folge Liebe steckt an)
- 2010: Countdown – Die Jagd beginnt (Folge Aussage gegen Aussage)
- 2010: Alarm für Cobra 11 (Folge Familienangelegenheiten)
- 2011–2017: Hubert und Staller
- 2011: Großstadtrevier (Folge Wunderbare Zukunft)
- 2011: Die Draufgänger (Folge Das Paket)
- 2017: In aller Freundschaft – Die jungen Ärzte (Folge Carpe Diem)
- 2017: Die Luther Matrix
- 2019: Die Rosenheim-Cops (Folge Beim dritten „Om“ bist du tot)
- 2020: Bettys Diagnose (Folge Keine Angst)